# 8A busz (Veszprém)
A veszprémi 8A jelzésű autóbusz a Haszkovó forduló és az Iskola utca között közlekedik. A járatot a V-Busz Veszprémi Közlekedési Kft. üzemelteti.

## Története
2019. december 15-étől 8A jelzéssel új betétjárat indult a Haszkovó forduló és a Pápai úti forduló között.

## Útvonala
| Iskola utca felé | Haszkovó forduló felé |
| --- | --- |
| Haszkovó forduló vá. – Haszkovó utca – Hold utca – Cholnoky Jenő utca – Ady Endre utca – Lóczy Lajos utca – Cholnoky Jenő utca – Cserepes utca – Stadion utca – Egyetem utca – Komakút tér – Iskola utca | Iskola utca-Óvári Ferenc út – Megyeház tér – Komakút tér – Egyetem utca – Stadion utca – Cserepes utca – Cholnoky Jenő utca – Lóczy Lajos utca – Ady Endre utca – Cholnoky Jenő utca – Hold utca – Haszkovó utca – Haszkovó forduló vá. |

## Megállóhelyei
Az átszállási kapcsolatok között az azonos útvonalon közlekedő 8-as autóbusz nincs feltüntetve.
| 0  | Haszkovó forduló végállomás         | 22 | 1, 2, 3, 4, 4A, 6, 7A, 10, 11, 18, 18A, 21                         |
| 1  | Haszkovó utca                       | 20 | 3, 4, 4A, 7A, 11, 21                                               |
| 2  | Őrház utca                          | 18 | 3, 11, 13, 21                                                      |
| 3  | Fecske utca                         | 17 | 11, 13, 21                                                         |
| 5  | Budapest út                         | 16 | 5, 6, 11                                                           |
| 6  | Vilonyai utca                       | 15 | 5, 11                                                              |
| 7  | Ady Endre utca / Cholnoky Jenő utca | 14 | 5, 7A                                                              |
| 8  | Lóczy Lajos utca                    | 13 | 5, 7A, 11                                                          |
| 10 | Hérics utca                         | 12 | 5, 7A, 11                                                          |
| 11 | Cholnoky forduló                    | 11 | 5, 7A, 11                                                          |
| 12 | Almádi út                           | 10 | 7A, 11 Helyközi buszok                                             |
| 13 | Mester utca                         | 9  | 11                                                                 |
| 14 | Füredi utca                         | 8  | 11, 22 Helyközi buszok                                             |
| 15 | Hóvirág utca                        | 7  | 4, 4A, 6                                                           |
| 16 | Komakút tér                         | 6  | 2, 4, 4A, 6 Helyközi buszok Távolsági járatok                      |
| ∫  | Megyeház tér                        | 5  | 4, 4A, 6                                                           |
| 17 | Iskola utca (↓) Petőfi Színház (↑)  | 4  | 1, 2, 3, 4, 4A, 5, 6, 10, 13, 25 Helyközi buszok Távolsági járatok |
| 18 | Harmat utca                         | 3  | 1, 2, 3, 5, 25                                                     |
| 19 | Völgyhíd tér                        | 2  | 1, 3, 5, 10, 12, 12A, 13, 25                                       |
| 20 | Pápai út 25.                        | 1  | 1, 3, 5, 10, 12, 12A, 13, 25 Helyközi buszok Távolsági járatok     |
| 21 | Pápai úti forduló végállomás        | 0  | 1, 18, 21                                                          |